# Alois Köchl
Alois Köchl (* 9. Oktober 1951 in Klagenfurt am Wörthersee) ist ein österreichischer Maler.

## Leben
Alois Köchl schloss 1970 die HTL Villach in der Fachrichtung Hochbau ab. Anschließend studierte er an der Akademie der bildenden Künste Wien, die er 1974 mit einem Magister artium abschloss.
In den Jahren 1977 und 1982 beteiligte sich Köchl am Steirischen Herbst in Graz. Seit 1988 hat er seinen Wohnsitz in Ferndorf-Sonnwiesen, Kärnten, Österreich. Seine Arbeiten produziert er weltweit.
Köchl lebt und arbeitet in Ferndorf in Kärnten.

## Auszeichnungen
- Goldenes Ehrenzeichen für Verdienste um die Republik Österreich (2019)[2]

## Ausstellungen, Stipendien, Arbeitsaufenthalte, Ankäufe, Aufträge (Auswahl)
- 1974:  Hauptpreis beim 15. Österreichischen Graphikwettbewerb in Innsbruck
- 1979:  Österreichisches Staatsstipendium für Bildende Kunst
- 1983:  Bühnenbilder zu Bertolt Brechts „Die sieben Todsünden der Kleinbürger“
- 1984: Stadtzeichner Nürnberg in der Kunsthalle Nürnberg
- 1985:  III. Internationale Triennale der Zeichnung und Bildhauerzeichnung in Nürnberg/Linz
- 1986: Köchl-Zeichnung im Kunstmuseum Bern
- 1987: Europalia Gent
- 1988: Europalia Luxemburg, Förderungspreis des Landes Kärnten
- 1989: You are coming from behind Klagenfurt/Florenz
- 1990: Grand Prix Alpe Adria Beteiligung, Galerie Tivoli, Ljubljana
- 1996: Kunsthalle Wil Schweiz und Leopold Figl Kulturpreis
- 1997: Der Parcours im Museumsquartier Wien Halle B
- 1998: 10 Tage Stellung! Galerie Walker, Hollenburg/Kärnten
- 2000: Ich-Gegenüber Schloss Strassburg/Kärnten
- 2000: Arbeitsaufenthalt in Chicago und Ankauf von Parcours Bildern durch die Firma STRABAG SOCIETAS EUROPEAN
- 2001: Something about Vessels, Stadtgalerie Villach und erneuter Arbeitsaufenthalt in Chicago
- 2004: Identität – Bezeichnungen österreichisches Kulturinstitut in Istanbul
- 2004:  Leopold Figl Kulturpreis
- 2005:  Arbeitsaufenthalt in Burundi
- 2005:  Ankäufe durch die Herbert Liaunig Privatstiftung
- 2007:  Ausstellung des Kunstvereins Schopfheim im Stadtmuseum Schopfheim
- 2007:  Auftrag für die Deckengestaltung des Barocksaales des Stift Ossiach
- 2011:  Ausstellung der neuen Arbeiten in der STRABAG Artlounge
- 2012:  „Neues Weltbild“ im Neuen Festspielhaus in Erl/Tirol